# Dernier Passage

Dernier Passage (en azerbaïdjanais: Axırıncı aşırım) est un long métrage soviétique réalisé par Kamil Rustambeyov en 1971 au studio d'Azerbaijanfilm adapté du roman de Farman Kerimzade Passage de neige. Le film raconte les premières années de la formation du pouvoir soviétique dans l'un des villages azerbaïdjanais. L'action dans le film se déroule dans le village azerbaïdjanais de Karabaglar, RSS d'Azerbaïdjan.

## Fiche technique
- Réalisation  : Kamil Rustambeyov
- Date de sortie : 1971

## Distribution
- Melik Dadashev
- Adil Iskenderov
- Hasan Mammadov

## Personnages de films dans l'histoire
Des personnages tels que Kerbalai Ismail, Abbasgulu bey Chadlinsky et Gamlo existaient également dans la vraie vie.
Abbasgulu bey Chadlinsky, originaire du village de Boyuk Vedi du district de Vedibasar, province d'Erivan. Il était le chef du "Tabor rouge", qui a joué un rôle énorme dans l'établissement du pouvoir soviétique au Nakhitchevan et en Arménie, a reçu l'Ordre de "l'Étoile rouge". Avant cela, il s'est battu contre les troupes Dashnak.
Kerbalai Ismail est un leader de la résistance azerbaïdjanaise dans les villages, d'abord contre le régime tsariste, puis contre le régime soviétique. Né en 1870 dans le village de Tchimenkend, district de Vedibasar, province d'Erivan. En 1931, il s'installe en Turquie, dans le village de Tachburun, où il mourut en 1948. La tombe de Kerbalai Ismail, qui est considéré comme le héros du peuple azerbaïdjanais, est située dans le même village.
Gamlo (de son vrai nom Gamberali bey), qui après la mort de son fils Kerbalai Ismail est devenu pour lui comme son propre fils, sa main droite. Dans la vie, Gamlo n'a pas tué Abbasgulu bey, comme le montre le film.